# Jernej Pikalo
Jernej Pikalo (né le 30 mai 1975 à Slovenj Gradec) est un homme politique slovène, membre des Sociaux-démocrates.
Après avoir terminé l'école secondaire à Ravne en Carinthie, il a étudié à la faculté des sciences sociales en 1998, diplômé en relations internationales en 2003 et obtient un doctorat de la faculté de sciences politiques.
Il est ministre de l'Éducation, de la Science et des Sports du gouvernement Bratušek puis du gouvernement Šarec de 2018 à 2020.